# Qinghaimeer
Het Qinghaimeer (Mandarijn: 青海湖/Qīnghǎihú: het groene/blauwe meer) of het Meer van Koko Nor (Mongools) is het grootste meer van China. Het ligt op 3205 meter hoogte op het Tibetaans Hoogland in de provincie Qinghai. 23 rivieren stromen uit in het meer. Het is een bekend zoutmeer en beslaat, volgens meting 2020, een oppervlakte van 4583 km² groot. De diepte is maximaal 32 meter en sinds de jaren 50 is het waterniveau meer dan 3 meter gedaald.